# Nabang Zhen
Nabang Zhen (kinesiska: 那邦, 那邦镇) är en köping i Kina. Den ligger i provinsen Yunnan, i den sydvästra delen av landet, omkring 520 kilometer väster om provinshuvudstaden Kunming. Antalet invånare är 3 495. Befolkningen består av 1 526 kvinnor och 1 969 män. Barn under 15 år utgör 20,0 %, vuxna 15-64 år 76 %, och äldre över 65 år 3,0 %.
Genomsnittlig årsnederbörd är 1 649 millimeter. Den regnigaste månaden är juli, med i genomsnitt 414 mm nederbörd, och den torraste är januari, med 2 mm nederbörd.